# Isorella
Isorella (lombardul: Izorèla) település Olaszországban, Lombardia régióban, Brescia megyében. Lakosainak száma 4054 fő (2023. január 1.). Isorella Calvisano, Gottolengo, Gambara, Remedello, Ghedi és Visano községekkel határos.

## Népesség
A település lakossága az elmúlt években az alábbi módon változott:
| Lakosok száma | 4065 | 4077 | 4054 |
|               | 2017 | 2018 | 2023 |